# Protivin (Iowa)
Protivin è un comune degli Stati Uniti d'America, situato nello Stato dell'Iowa, diviso tra la contea di Howard e la contea di Chickasaw.